# Poeta en Nueva York
Poeta en Nueva York és el títol d'un poemari escrit per Federico García Lorca entre 1929 i 1930 durant la seva estança a la Universitat de Colúmbia (Nova York), així com al seu següent viatge a Cuba, i publicat per primer cop el 1940, quatre anys després de la mort del poeta.
García Lorca deixà Espanya el 1929 per impartir unes conferències a Cuba i Nova York. Tot i així, el motiu del viatge fou potser un pretext per a canviar d'aires i fugir de l'ambient que el rodejava i que l'oprimia: a causa d'un fracàs sentimental i al dilema interior que sentia per la seva sexualitat, Lorca patí en aquesta època una profunda depressió. Visqué a Nova York del 25 de juny del 1929 fins al 4 de març del 1930, viatjant llavors cap a Cuba, on residí per un espai de tres mesos.
A Lorca l'impactà profundament la societat nord-americana, sentint des de l'inici de la seva estança una profunda aversió cap al capitalisme i la industrialització de la societat moderna, al mateix temps que rebutjava el tracte dispensat a la minoria de color. Poeta en Nueva York fou per a Lorca un crit d'horror, de denúncia contra la injustícia i la discriminació, contra la deshumanització de la societat moderna i l'alienació de l'ésser humà, al mateix temps que reclamava una nova dimensió humana on predominés la llibertat i la justícia, l'amor i la bellesa. Per això pot ser considerada una de les obres poètiques més importants i rellevants de la història d'aquest art, donat el seu transcendentalisme. Una crítica poètica en un moment de canvis econòmics i socials d'una magnitud única en tota la història de la humanitat, que converteix aquesta obra en una profunda reflexió pessimista i fa que sigui un nexe d'unió entre el modernisme i la nova era tecnològica.

## Història

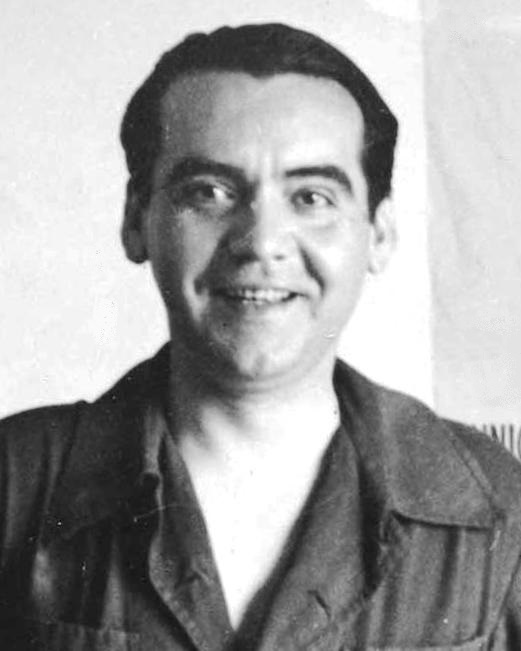
Federico García Lorca

García Lorca sortí el 1929 per a impartir una sèrie de conferències a Cuba i Nova York. L'ambient previ a la seva partida fou d'un gran desassossec per al poeta: havia trencat la seva relació amb l'escultor Emilio Aladrén, al mateix temps que s'evidencià el seu distanciament amb Salvador Dalí, qui el 1929 realitzà junt a Luis Buñuel la pel·lícula surrealista Un chien andalou, clara al·lusió a l'autor granadí. Lorca rebé el gener de 1929 una invitació per a donar una sèrie de conferències a Cuba i a diverses universitats nord-americanes, just en un moment de certa penúria econòmica –segons sembla, els seus pares li havien retret el fet que no es guanyés bé la vida–. Federico va escriure als seus pares: 
| « | “Jo no vull de cap mena que esteu indignats amb mi. Això m'apena. Jo no tinc culpa de moltes coses meves. La culpa és de la vida i de les lluites, crisis i conflictes d'ordre moral que jo tinc”. | » |

En aquestes paraules es mostra inusualment sincer i conscient dels seus sentiments, al mateix temps que reflecteixen un clar pessimisme enfront a la seva situació vital. Tanmateix, Lorca se sentia afeixugat per la situació política, mantenint una postura cada cop més crítica amb la dictadura de Primo de Rivera: a mitjans de 1929 signà junt a vint-i-quatre joves escriptors un manifest expressant el seu malestar per la situació del país, i demanant un canvi de direcció. Tots aquests factors propiciaren un estat anímic propens a la depressió en el poeta andalús, fet que no passà desapercebut per a la seva família: el seu pare, Federico García Rodríguez, li comentà el febrer de 1929 que li sentaria bé un canvi d'aires.
En el viatge al nou continent acompanyà a Lorca el polític socialista Fernando de los Ríos, que donaria una conferència a la Universitat de Colúmbia, així com la seva neboda Rita María Troyano de los Ríos, que anava a donar classes d'espanyol a una escola de Herefordshire. El 10 de juny de 1929 sortiren en tren cap a París, on van fer escala d'un dia, aprofitant per a visitar el Louvre. Viatjaren en vaixell de Calais a Dover, allotjant-se posteriorment a Londres dos dies. Després de deixar a Rita a Hereford, visitaren Oxford, per a embarcar-se finalment al RMS Olympic –bessó del Titanic–, que sortí de Southampton el 19 de juny de 1929 camí a Amèrica. Abans de sortir Lorca escriví al seu amic Carlos Morla Lynch que se sentia deprimit i «ple d'enyorances», i que es penedia d'haver fet el viatge.
Lorca arribà a Nova York el 25 de juny de 1929. A la ciutat dels gratacels trobà un nodrit grup d'intel·lectuals espanyols que residien allí: Federico de Onís, professor d'espanyol a la Universitat de Colúmbia i director de la revista Estudios Hispánicos; Ángel del Río, professor de literatura espanyola a la mateixa universitat; León Felipe, professor de la Universitat Cornell; i el pintor Gabriel García Maroto.
Fou a instàncies de Federico de Onís que Lorca s'instal·là a la residència estudiantil Furnald Hall –per això hagué de matricular-se en un curs d'anglès per a estrangers–. La seva primera impressió fou favorable, mostrant-se entusiasmat davant el prodigiós espectacle novaiorquès, els seus gratacels, la seva vida bulliciosa, les avingudes de Manhattan, les llums de Broadway. Lorca assistí assíduament a les seves classes d'anglès, encara que no aconseguí molts avenços, assolint a penes un domini mínim de l'idioma. S'interessà més a conèixer la ciutat i fer vida social, assistint a nombrosos esdeveniments i espectacles amb els seus amics i coneguts. Passava la major part del temps a l'Spanish Institute de la Universitat de Colúmbia, on s'impartien conferències i se celebraven vetllades literàries i musicals, y on se sentia més proper al seu enyorat país.

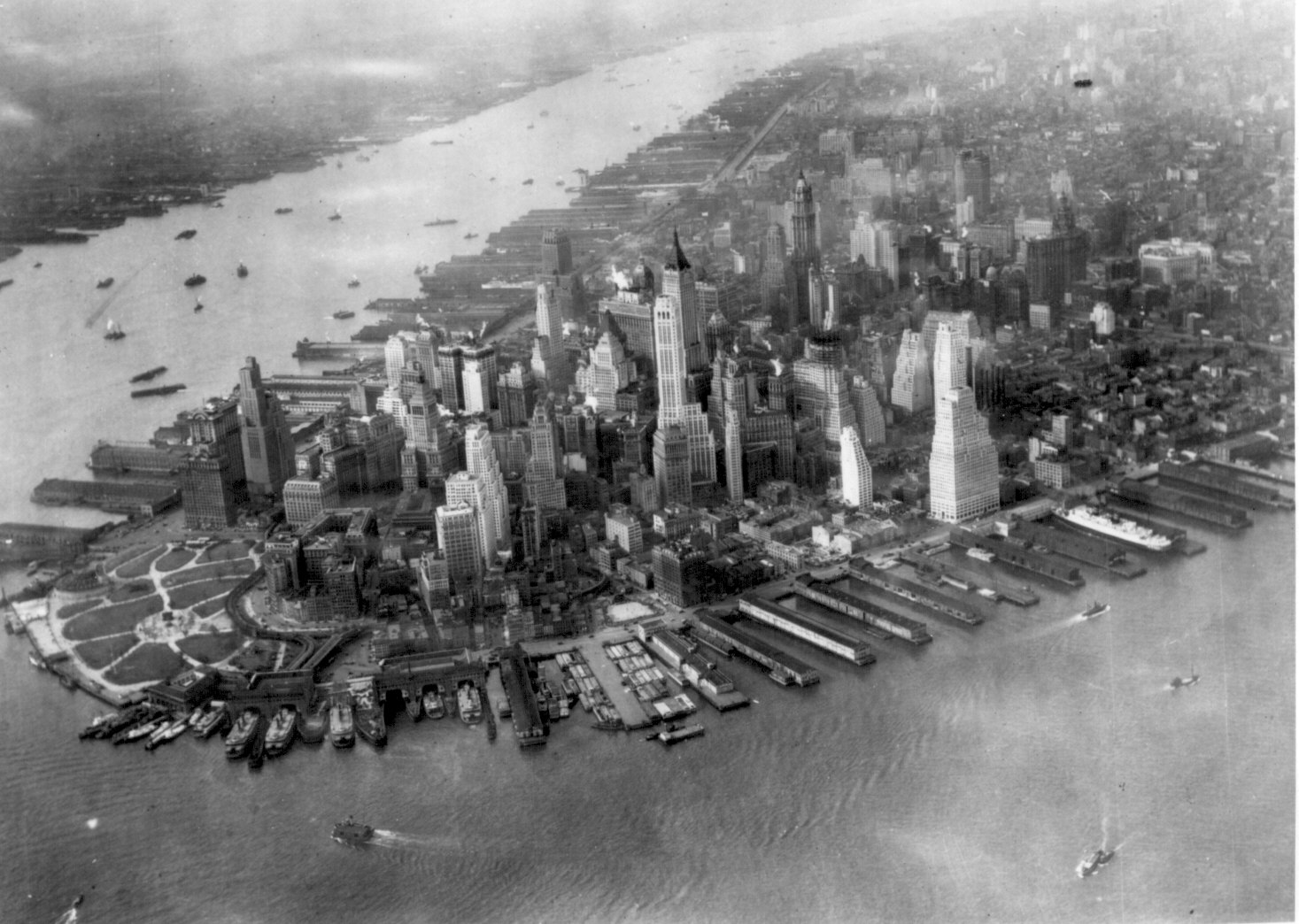
Vista aèria de Nova York (1931)

Al cap d'unes setmanes Lorca visità Harlem –on junt als seus amics freqüentaven el club de jazz Small's Paradise–, prenent contacte amb la realitat de les minories ètniques nord-americanes i veient el costat fosc, amarg, de la societat estatunidenca. Gran simpatitzant de les minories socials –gitanos, negres, jueus–, i de les gents oprimides i excloses de la societat del benestar, Lorca s'erigí en portaveu dels humils, els desfavorits, als que reivindicava a través dels seus poemes, que denunciaven una situació d'opressió de l'home per l'home. Començà així a veure l'aspecte negatiu de la metròpoli americana, la seva deshumanització, la seva excessiva mecanització, la seva fredor, el seu materialisme, tot el contrari a l'actitud vital i natural que sempre havia sentit el poeta.
També cal remarcar que Lorca arribà als Estats Units poc abans de produir-se el crack de 1929, que submergí al país en un ambient de crisi econòmica i de misèria social. En unes declaracions a Luis Méndez Domínguez el 1933 expressà així la seva impressió de la ciutat:
| « | “Impressionant per fred i cruel... Espectacle de suïcides, de gents histèriques i grups desmaiats. Espectacle terrible, però sense grandesa. Ningú pot fer-se idea de la soledat que sent allí un espanyol, i més encara un home del sud”. | » |

Amb totes aquestes impressions, García Lorca inicià la redacció de Poeta en Nueva York, en el que reflectí de forma intimista el seu estat anímic, la seva malenconia, les seves pulsions sexuals, l'amargor dels amors perduts, l'enyorança de la infància passada i dels records oblidats. Ho feu en un estil surrealista, amb influència de Walt Whitman i T. S. Eliot. En una carta als seus pares descriví així la gènesi del poemari novaiorquès:
| « | “Escric un llibre de poemes d'interpretació de Nova York que produeix enorme impressió a aquests amics per la seva força. Jo crec que tot allò meu resulta pàl·lid al costat d'aquestes coses que són en certa manera simfòniques com el soroll i la complexitat novaiorquesa”. | » |

Lorca finalitzà el seu curs d'anglès el 16 d'agost de 1929, si bé no es presentà als exàmens. Sortí llavors cap a una estança a l'estat de Vermont, invitat pel seu amic Philip Cummings, jove poeta estatunidenc que havia passat una temporada a Granada, on conegué a Federico. Allí passà una temporada gaudint de la naturalesa muntanyenca de Vermont, dels seus boscs i llacs. Cummings havia llogat una cabanya a la vorera del llac Eden, on realitzaven llargs passejos i on escometeren la traducció a l'anglès de Canciones, el llibre de poemes que Federico realitzà el 1927. Malgrat tot, la incipient tardor i la freqüent pluja provocaren de nou en el poeta un estat d'ànim malenconiós. Així, el 29 d'agost tornà a Nova York, per a sortir tot seguit a una estança de vint dies amb Ángel del Río i la seva esposa Amelia a una cabanya a Bushnellsville, prop de Shandaken. En darrer lloc, el 18 de setembre viatjà a Newburg, localitat on tenia una casa de camp Federico de Onís, amb qui passà uns dies més.
El 21 de setembre de 1929 tornà a Nova York, instal·lant-se a la residència John Jay Hall, pertanyent igualment al campus de Colúmbia. Continuava estant deprimit, fet que es demostra en un comentari a Rafael Martínez Nadal en enviar-li el seu poema Infancia y muerte, del 7 d'octubre: «perquè t'adonis del meu estat d'ànim». Coincidí llavors amb el crack de la borsa, essent testimoni de nombroses escenes de pànic i histèria a Wall Street, presenciant segons sembla inclús un suïcidi, i reforçant-se des de llavors el seu anticapitalisme.

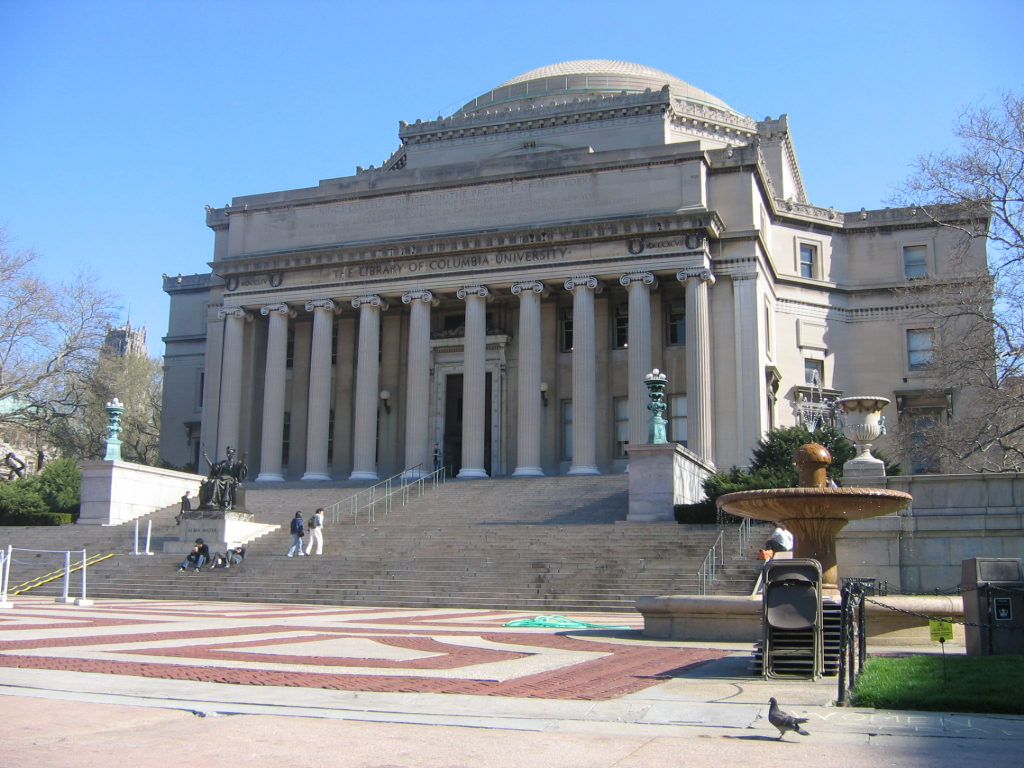
Low Memorial Library, Universitat de Colúmbia

A Nova York, a més del poemari inspirat per la ciutat, Lorca escriví un guió de cinema (Viaje a la luna), que hauria sigut d'estil surrealista, emulant a Un chien andalou de Buñuel i Dalí, essent la història d'un amor impossible i la lluna un símbol de la mort. Passat el Nadal, abandonà John Jay Hall i s'instal·là a la residència International House. El 21 de gener de 1930 donà la seva primera conferència al Vassar College, donant una xerrada sobre les cançons de bressol que havia donat anteriorment el 1928 a la Residencia de Estudiantes de Madrid. En vespres del seu viatge a Cuba, el 10 de febrer, Lorca rebé un homenatge a l'Spanish Institute, on donà la seva conferència Imaginación, inspiración, evasión, parlant de la poesia en termes propers al surrealisme, com fenomen poètic pur: «ja no hi ha termes, ja no hi ha límits, ja no hi ha lleis explicables. Admirable llibertat!».
García Lorca deixà Nova York el 4 de març de 1930, viatjant amb tren per la costa est nord-americana fins a Miami, on s'embarcà cap a Cuba, invitat per a donar una sèrie de conferències per la Institución Hispano-Cubana de Cultura, que dirigia el sociòleg Fernando Ortiz. Al país caribeny passà Lorca tres mesos, essent sense dubte per al poeta andalús una estança més agradable que a la ciutat dels gratacels, tant pel clima com per l'idioma i el caràcter de la gent. Escriví als seus pares:
| « | “Però Havana és una meravella, tant la vella com la moderna. És una barreja de Màlaga i Cadis, però molt més animada i relaxada pel tròpic. El ritme de la ciutat és amanyagador, suau, sensualíssim, i ple d'un encant que és absolutament espanyol, millor dit, andalús”. | » |

Allotjat a l'Hotel La Unión, Lorca visqué una estança més despreocupada i lliure que a Nova York o inclús a Espanya, mostrant amb més llibertat la seva condició d'homosexual. A Cuba se sentia gran admiració per Lorca, on el Romancero gitano havia aconseguit un gran èxit. El poeta donà cinc conferències al Teatro Principal de la Comedia de l'Havana: La mecánica de la poesía (9 de març); Paraíso cerrado per a muchos, jardines abiertos per a pocos. Un poeta gongorino del siglo XVII (sobre Pedro Soto de Rojas, 12 de març); Canciones de cuna españolas (16 de març); La imagen poética en don Luis de Góngora (19 de març); i La arquitectura del cante jondo (6 d'abril). Les conferències foren un gran èxit, i Lorca guanyà per primer cop a la seva vida una important suma de diner.
A final d'abril de 1930 passà uns dies a Santiago de Cuba, repetint la seva conferència La mecánica de la poesía a l'Escuela Normal per a Maestros. Allí escriví el seu únic poema durant la seva estança a l'illa, Son de negros en Cuba, incorporat a Poeta en Nueva York. Tanmateix, a Cuba escriví Lorca la seva obra de teatre El público, on pretenia trencar les barreres entre escenari i realitat, entre actors i espectadors, i que pel seu to angoixat contrasta amb l'aparent felicitat de la seva estança a l'illa. El 12 de juny de 1930 Lorca abandonà Cuba de tornada a Espanya.

## Vicissituds del manuscrit

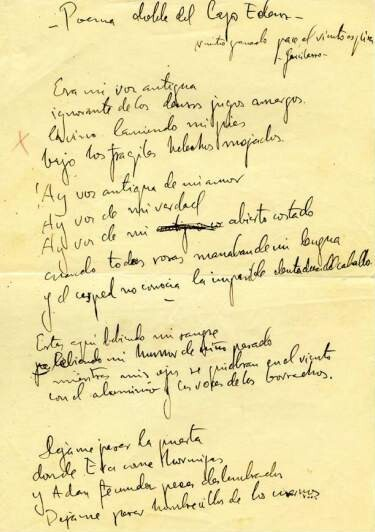
Manuscrit de Poema doble del lago Eden

El primer i únic esborrany de Poeta en Nueva York, compost per 96 pàgines mecanografiades i 26 manuscrites, fou entregat per Lorca a José Bergamín poc abans de la seva mort, el 1936, amb abundants tatxons, afegits i correccions. Bergamín es dugué amb si el manuscrit a l'exili, primer a França i després a Mèxic, i a partir d'ell realitzà la primera edició de 1940, que aparegué simultàniament a Mèxic (Ed. Séneca) i Estats Units (Ed. Norton, traduït per Rolfe Humphries), encara que amb importants diferències degudes, segons sembla, a lleugeres modificacions introduïdes per Bergamín, qui malgrat tot fou molt respetuós amb les indicacions del seu amic. Tanmateix, anys més tard el també poeta Agustín Millares publicà a la revista Planas de poesía un poema inèdit i desconegut, titulat Crucifixión, ausent de les primeres edicions del llibre, que fou adquirit el 2007 pel Ministeri de Cultura d'Espanya.
Durant quasi tota la segona meitat del segle xx, l'original del llibre restà en un lloc desconegut, passant de mà en mà, fins que fou redescobert el 1999 en possessió de l'actriu Manuela Saavedra Moreno de Aldama, i adquirit per la Fundación García Lorca el 2003. En aquests moments s'està preper ant una edició basada en tots aquests materials originals recentment recuperats, que es considera que serà l'edició «definitiva» de l'obra.
Poeta en Nueva York fou considerat pel mateix autor com una de les seves millors realitzacions en el terreny de la poesia, fet que ho demostra l'especial atenció que posà en la seva elaboració i estructuració, cuidant el més mínim detall, des de l'estructura interna del poemari fins a les il·lustracions que devien acompanyar-lo. Entre 1930 i 1936 remenà diverses possibilitats de publicació, circumstància que es veié truncada amb la seva prematura mort. També cal remarcar que durant aquests anys oferí nombroses conferències sobre el poemari novaiorquès.
L'estructura de Poeta en Nueva York mai ha sigut del tot aclarada degut a la indefinició de l'autor abans de la seva mort, existint certa discrepància en l'adjudicació i distribució dels poemes. Enfront a la tradicional llista donada per Lorca a Bergamín existeix una segona llista trobada el 1972 per Eutimio Martín al revers del manuscrit d’El niño Stanton, sobre un possible projecte de Lorca d'un poemari titulat Tierra y luna, contenint disset poemes: deu del corpus novaiorquès (Cielo vivo, Nocturno del hueco, Asesinato, Panorama ciego de Nueva York, Luna y panorama de los insectos, Muerte, Vaca, Ruina, Vals en las ramas i Paisaje con dos tumbas y un perro asirio); tres que foren incloses al posterior llibre de Lorca Diván del Tamarit (Canción de las palomas, convertida en Casilda de las palomas; Amarga, convertida en Gacela de la raíz amarga; i Toro y jazmín, convertida en Casilda del sueño al aire libre); i, en darrer lloc, altres quatre poemes solts (Tierra y luna, Omega, Canción de la muerte pequeña i Pequeño poema infinito). Potser un primer projecte de Lorca fou esqueixar la seva vivència americana en dues obres, Poeta en Nueva York i Tierra y luna, però sembla que ho reconsiderà a l'incloure diversos poemes a Diván del Tamarit. En tot cas, mai quedà aclarat, i diverses edicions de Poeta en Nueva York han inclòs els quatre poemes que quedaren solts, encara que la majoria ha optat per la versió de Bergamín.

## Anàlisi

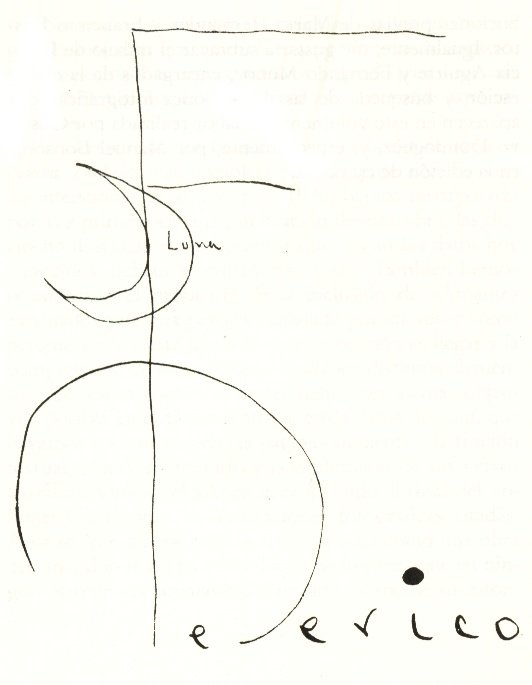
Signatura de Federico García Lorca per a Poeta en Nueva York

Poeta en Nueva York suposà un canvi crucial en l'evolució poètica de l'autor granadí, iniciada amb Canciones en la tradició lírica clàssica amb un marcat segell popular i una mètrica basada en el cançoner i el romanç. Les seves següents obres, Poema del cante jondo i Romancero gitano, estigueren marcades per una acusada estilització i la pervivència dels elements populars, encara que la versificació tradicional fou perdent terreny enfront a la fantasia creadora del poeta. Pertanyent a la Generació del 27, igual que altres autors adscrits a aquest moviment (Rafael Alberti, Jorge Guillén, Dámaso Alonso, Gerardo Diego, Pedro Salinas, Vicente Aleixandre, Luis Cernuda, etc.) Lorca rebé diverses influències, des de la poesia popular i els escriptors del Segle d'or espanyol (Lope de Vega, Góngora, Quevedo), passant per Bécquer i Rubén Darío, fins a Antonio Machado i Juan Ramón Jiménez, així com el surrealisme, corrent de moda en el moment. Cercaven una renovació estilística, arribar a la «poesia pura», a través d'un llenguatge metafòric, una versificació més senzilla que la dels seus predecessors –especialment el modernisme–, recorrent per una banda a formes tradicionals (cançoner, romancer) i per altra al vers lliure i el versicle.
Una de les principals influències que es denoten a Poeta en Nueva York fou la del surrealisme: aquesta corrent pretenia renovar radicalment la literatura, fomentar la llibertat creadora de l'escriptor a través de la lliure expressió del subconscient, abandonant qualsevol tipus de convencionalisme ja fos moral, social o artístic. Pretenien transcendir la realitat accedint a un nivell superior de consciència, a una «sobre-realitat» –d'aquí el nom del moviment– en la que l'autor pugui expressar sense cap mena de traves la seva visió del món i de la vida. Tot això ho executen a través d'una profunda revolució del llenguatge, que perd el seu caràcter racional i objectiu per a servir com a instrument de la lliure expressió del pensament de l'escriptor, on s'entremesclen els objectes, els conceptes, les emocions, els sentiments, expressats de forma espontània, amb un llenguatge oníric, subjectiu, irracional, fortament metafòric. Així, en lloc d'una lectura narrativa i funcional, pretenen que el lector senti més que reflexioni, percebi més que comprengui, que rebi una impressió que li provoqui reaccions de tipus emocional.
L'obra de García Lorca, malgrat la seva vitalitat i a la dinàmica personalitat reflectida per l'autor a les seves obres, expressa una profunda angúnia existencial, una frustració deguda a la seva condició sexual i a les rígides conductes morals de l'època, així com una reivindicació social per les classes més humils i desfavorides, per la misèria i opressió de l'home. Tot això es fon amb un sentiment de fatalitat, de destí tràgic, un pathos que impregna l'obra de Lorca i que resultarà premonitori del seu tràgic final.
L'estructura de Poeta en Nueva York és una oposició entre natura i civilització, que el poeta enfrenta de forma dialèctica per a denunciar la deshumanització de la societat moderna. Lorca reivindica la llibertat, el retorn a la natura enfront a l'alienació de l'era industrial, al mateix temps que denuncia l'opressió patida per les classes desfavorides, els marginats, els oprimits, així com la segregació racial. Tot això ho fa amb un llenguatge de gran simbolisme, on predomina el substantiu, tant en la descripció d'objectes com en l'evocació de sentiments. Els adjectius en canvi no solen ser descriptius, i generalment es presenten en associacions il·lògiques, en imatges fantàstiques d'arrel surrealista. Abunden les frases adverbials i els verbs solen expressar dinamisme, acció. El llenguatge és pel general metafòric, amb una expressió més sensorial que ideològica. Destaca l'ús de la metagoge, que, junt a l'aspecte caòtic de la composició i la sensació al·lucinant de la seva descripció, transmet una idea de dinamisme, de metamorfosi, d'oposició entre realitat i fantasia.
Poeta en Nueva York se centra en dos aspectes essencials: la ciutat i el poeta. El 1931, en una entrevista concedida a Rodolfo Gil Benumeya per a La Gaceta Literaria, Lorca definí la ciutat com «interpretació personal, abstracció impersonal, sense lloc ni temps dins d'aquella ciutat món. Un símbol patètic: patiment». Així, la ciutat té un valor metonímic, referenciat en els seus llocs geogràfics, que malgrat tot queda simbolitzada en la ciutat com concepte abstracte, com entitat alienadora de l'ésser humà. Nova York es converteix doncs en un vehicle perquè el poeta exterioritzi els seus sentiments, plasma a l'obra una cosmovisió que reflecteix el concepte que l'autor té de la vida, la natura i l'home, amb especial èmfasi en l'amor, la soledat i la mort.
Veiem doncs que l'eix central del llibre no és la descripció de la ciutat, sinó el mateix poeta, l'exteriorització de les seves emocions, fet que es demostra en la recurrent utilització de la primera persona. El poeta reivindica com no havia fet anteriorment la seva sexualitat, la seva llibertat d'estimar, com s'evidencia en uns versos de Poema doble del lago Eden: «però no vull món ni somni, veu divina, vull la meva llibertat, el meu amor humà al racó més fosc de la brisa que ningú vulgui». Tanmateix, s'expressa amb diverses veus o perspectives poètiques: una «angoixada», en la que plasma el seu estat anímic depressiu a causa dels desenganys amorosos; altra «llibertada», amb la que resorgeixen les seves ànsies de viure amb plenitud la vida amorosa de la seva elecció; i una darrera «solidària», amb la que expressa el seu pesar pel patiment dels pobres i marginats, de les classes desfavorides.
Aquesta nova expressivitat del poeta es tradueix en un llenguatge renovat, abandonant les seves tradicionals referències populars i la seva recurrent imatgeria andalusa per a cercar noves formes d'expressió que trobarà al surrealisme, que malgrat tot interpreta de forma original i heterodoxa. El mateix autor declarà el 1931: «ara veig la poesia i els temes amb un joc nou. Més lirisme dins del dramàtic. Donar més patetisme als temes. Però un patetisme fred i precís, purament objectiu». Així, a Poeta en Nueva York recorre freqüentment a la metàfora, que és fantàstica, il·lògica, inconnexa, amb associacions insòlites d'elements, animats o inanimats. Malgrat això, sempre conserva un caràcter referencial i elaborat, no respon en absolut a l'escriptura automàtica defensada pels surrealistes francesos. L'il·logicisme de les seves imatges es troba inserit en la lògica de l'estructura interna dels poemes, aconseguint una vertebració de totes les seves parts en una composició plenament coordinada.

## Il·lustracions

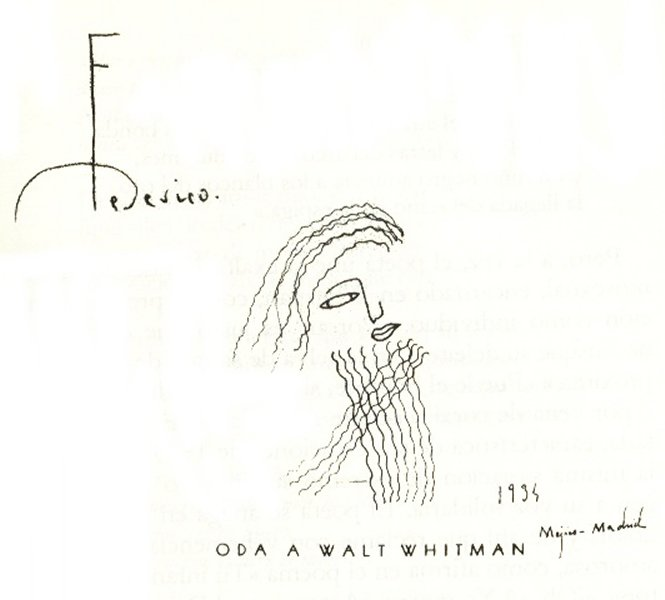
Dibuix de Federico García Lorca per a l'Oda a Walt Whitman

El projecte de Lorca per a l'edició impresa de Poeta en Nueva York era el d'il·lustrar-lo amb una sèrie de fotografies descriptives del contingut dels poemes, circumstància reproduïda a l'original lliurat a Bergamín, que incloïa una llista de divuit il·lustracions, que si bé les descrivia no indicava la seva ubicació al text, fet pel qual no foren incloses a les edicions originals. Les il·lustracions eren les següents:
- Estàtua de la Llibertat: possiblement al començament del llibre.
- Estudiants ballant, vestits de dona: possiblement per a Fábula y rueda de los tres amigos.
- Negre cremat: possiblement per a Norma y per aíso de los negros.
- Negre vestit d'etiqueta: possiblement per a El rey de Harlem.
- Wall Street: possiblement per a Danza de la muerte.
- Broadway 1830: potser també per a Danza de la muerte, on s'al·ludeix a Broadway.
- Multitud: possiblement per a Paisaje de la multitud que vomita i Paisaje de la multitud que orina.
- Desert: possiblement per a Navidad en el Hudson.
- Màscares africanes: possiblement per a Ciudad sin sueño.
- Fotomuntatge de carrer amb serps i animals salvatges: igualment per a Ciudad sin sueño.
- Pins i llac: possiblement per a Poemas del lago Eden Mills.
- Escena rural americana: possiblement per a En la cabaña del Farmer.
- Escorxador: possiblement per a Introducción a la muerte.
- La Borsa: possiblement per a Vuelta a la ciudad.
- El Papa amb plomes: possiblement per a Grito hacia Roma.
- Fotomuntatge del cap de Walt Whitman amb la barba plena de papallones: possiblement per a Oda a Walt Whitman.
- El mar: possiblement per a Huida de Nueva York.
- Paisatge de l'Havana: possiblement per a El poeta llega a La Habana.

## Estructura

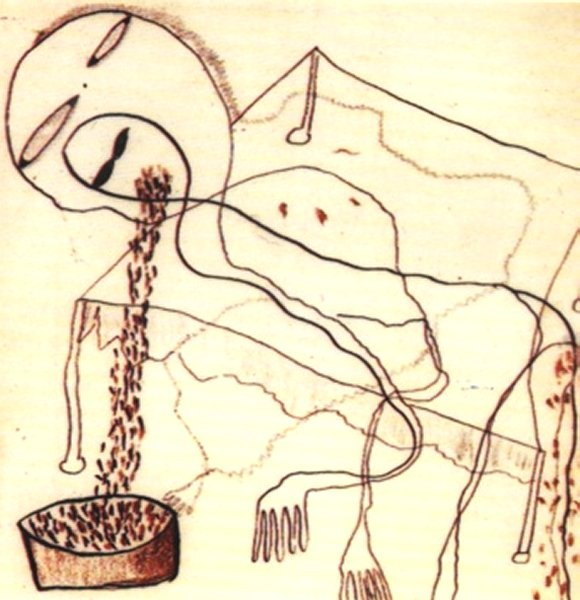
Dibuix de Federico García Lorca per a Poeta en Nueva York

Degut a l'estat de l'original i les seves posteriors manipulacions, és difícil saber fins a quin punt l'estructura actual del llibre es correspon amb la intenció de Lorca. En qualsevol cas, els 35 poemes de Poeta en Nueva York apareixen organitzats en deu seccions:
Poemas de la soledad en Columbia UniversityInclou l'epígraf «Fúria color d'amor, amor color d'oblit», de Luis Cernuda (del seu poema La canción del oeste, del llibre Un río, un amor). Són potser els poemes més intimistes de tota l'obra, abordant l'amargor de la seva vida a la metròpoli comparada amb la felicitat de la seva infància (1910 (Intermedio)). Expressa la decepció per la seva ruptura amorosa (Tu infancia en Menton), el que queda patent a l'epígraf de Cernuda, en el que l'amor passa de la fúria per l'abandó a l'oblit.
- Vuelta de paseo: datat a Bushnellsville el 6 de setembre de 1929, es conserva un autògraf a la Fundación García Lorca. Representa la introducció al contingut de l'obra, que, lluny de ser una crònica de les seves vivències a la ciutat, és la plasmació del seu estat d'ànim –així, es troba «assassinat pel cel»–. Escrit durant les seves vacances amb Ángel del Río, expressa el cansament de viure que l'autor sent –«cansament sord-mut»–, mostrant les dues veus del poeta, l'«angoixada» –per l'amor irrealitzat– i l'«alliberada» –l'intent de superació del seu desengany amorós–. Potser per això el poeta situà aquest poema en primer lloc –malgrat ser posterior cronològicament–, perquè sintetitzava de forma òptima el seu estat d'ànim i, per tant, el fil principal de l'obra.
- 1910 (Intermedio): datat a Nova York en agost de 1929, es conserva un manuscrit a la Fundación García Lorca. Expressa la seva nostàlgia per la infància perduda, especialment en comparació amb la seva situació actual. Es queixa d'un fet passat –«he vist que les coses quan cerquen el seu curs troben el seu buit»–, lamentant-se d'haver perdut la seva innocència.
- Tu infancia en Menton: inclou l'epígraf «Sí, la teva noiesa: ja faula de fonts», de Jorge Guillén (del poema Los jardines, publicat a Cántico). Titulat en principi Ribera 1910, aparegué publicat el 1932 a la revista Héroe. La referència a Guillén s'entén com un intent del poeta per recuperar el passat, condolint-se per l'amor traït. Malgrat tot, no renuncia a trobar la felicitat, tot i saber que no serà tan pura com el primer cop.
- Fábula y rueda de los tres amigos: anteriorment titulat Primera fábula para los muertos, es conserva un manuscrit a la Fundación García Lorca. El poeta expressa en una macabra dansa fúnebre la seva frustració per l'amor perdut, objectivant per primer cop el dolor que sent. Al manuscrit original figurava l'exclamació «¡Oh Federico!», que posteriorment ratllà, igual que altres referències al seu nom contingudes al llarg del llibre.[40]

Los negrosEstà dedicat a Ángel del Río. En aquesta secció mostra la seva solidaritat amb els negres nord-americans, denunciant la seva situació social i reivindicant la seva raça, de la que lloa la seva vitalitat i la seva puresa primigènia.
- Norma y paraíso de los negros: existeixen dues versions manuscrites a la Fundación García Lorca, sense datar. En aquest poema mostra la dicotomia del poble afroamericà, allò que odien i allò que estimen, allò que tenen i allò que esperen, el paradís que enyoren i que no poden tenir a la terra a la que foren conduïts els seus avantpassats. L'enyorança d'un paradís perdut entronca amb altres poemes en què enyora la infància perduda, la innocència perduda, l'amor perdut.
- El rey de Harlem: datat el 5 d'agost de 1929, aparegué a la revista Los Cuatro Vientos el 1933. Està dividit en tres parts, que expressen per una banda la penosa situació en què viuen els negres, per altra al·ludeix al seu alliberament i, en darrer lloc, manifesta de nou la injustícia comesa contra aquesta raça, a la que desitja un futur de llibertat i esperança.
- Iglesia abandonada (Balada de la Gran Guerra): datat a Nova York el 29 de novembre de 1929 amb el subtítol Recuerdo de la Guerra, es conserva un manuscrit a la Fundación García Lorca, i es publicà a la revista Poesía el 1933. Aquest poema se centra en la mort, entremesclant els horrors de la guerra amb les ànimes dels difunts –està escrit en novembre, mes dels morts–, com al·ludeix les dues parts del títol, sintetitzats en la figura d'un fill perdut, pel que plora desesperadament.[41]

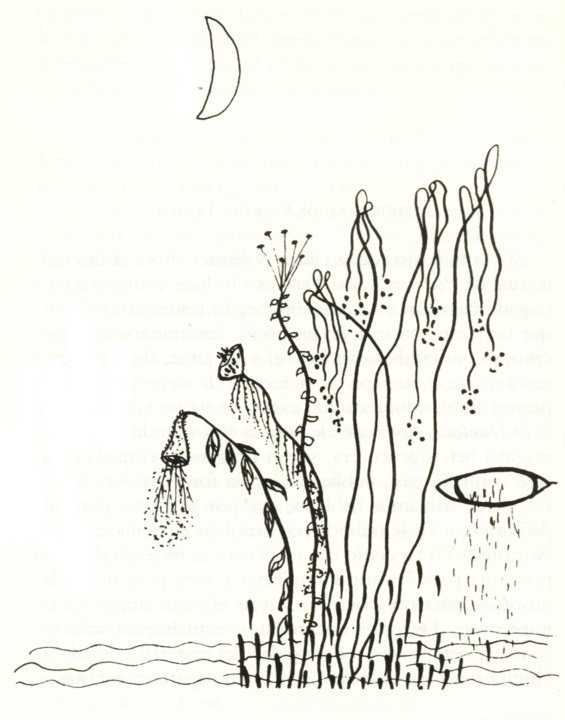
Dibuix de Federico García Lorca per a Poeta en Nueva York

Calles y sueñosDedicat a Rafael Rodríguez Rapún, inclou l'epígraf «Un ocell de paper al pit diu que el temps dels petons no ha arribat», de Vicente Aleixandre (del poema Vida, aparegut a La destrucción o el amor). Aquesta secció és la més descriptiva de la ciutat nord-americana, expressant la impressió que causà al poeta la vida de la gran urbs, la mecanitzada societat industrial i la deshumanitzada economia capitalista. Malgrat tot, l'epígraf d'Aleixandre al·ludeix de nou a la seva situació anímica, al desamor que el submergeix en la soledat i la desesperació.
- Danza de la muerte: datat en desembre de 1929, es publicà a la Revista de Avance el 1930, a l'Havana. Dividit en dues parts, a la primera parla de la dansa que dona títol al poema, on s'entremescla tot el dolor i la misèria inherents a la vida urbana, que produeix «columnes de sang i de números, huracans d'or i gemecs d'obrers aturats»; a la segona se situa com a espectador d'aquest ball, on no figuren els pobres i desfavorits, sinó «els altres, els borratxos de plata, els homes freds», desitjant que es produeixi una inversió d'aquests factors, que els pobres i oprimits s'aixequin sobre la injustícia i proclamin una societat nova.
- Paisaje de la multitud que vomita (Anochecer de Coney Island): datat a Nova York el 29 de desembre de 1929, es conserven dos manuscrits a la Fundación García Lorca, i es publicà a Noreste el 1935. Com el poema anterior mostra la situació provocada pel desastre de la borsa l'octubre de 1929, a través d'una processó de morts, expressant en el vòmit la desesperació pels que es troben en la misèria. Al temps, el poeta apareix com a figura solitària, desemparada, perduda entre la multitud, sintetitzant la visió apocalíptica de la ciutat amb el seu propi interior turmentat: «jo, poeta sense braços, perdut entre la multitud que vomita».
- Paisaje de la multitud que orina (Nocturno de Battery Place): es conserva un manuscrit a la Fundación García Lorca, sense datar. Poema de gran desolació, l'autor es rendeix a la desesperació, personificada en la figura de la «nit». Com als dos poemes anteriors, sintetitza el seu dolor personal amb la injustícia social, denunciant la insolidaritat de la societat capitalista.
- Asesinato (Dos voces de madrugada en Riverside Drive): es conserva un autògraf a la Fundación García Lorca, amb el subtítol Dos voces en la calle 42, i es publicà el 1933 a la revista Blanco y negro. En aquesta breu composició l'autor expressa en forma de diàleg un crim ocorregut al novaiorquès carrer 42, servint aquest acte físic per a plasmar el dolor íntim subjacent en l'ànim del poeta.
- Navidad en el Hudson: datat a Nova York el 27 de desembre de 1929, es conserva un autògraf a la Fundación García Lorca. En aquest poema s'intensifica el dolor del protagonista, estenent la seva sensació de soledat a la resta del món, que es personifica en el riu Hudson. El poeta no albira un clar futur, sumit en la impotència d'un passat que no pot canviar, en un amor que el consumeix –«¡Oh tall del meu amor! ¡Oh ferent tall!»–.
- Ciudad sin sueño (Nocturno del Brooklyn Bridge): es conserva un autògraf a la Fundación García Lorca, datat el 9 d'octubre de 1929 amb el subtítol Vigilia, i es publicà el 1931 a Poesía española. Antología, de Gerardo Diego. Aquí expressa el poeta el món de la nit, de la vigília, transmetent al panorama de la ciutat nocturna la seva pròpia insatisfacció, la seva impossibilitat de somiar o de trobar alleujament o esperança: «no és somni la vida. ¡Alerta!”; “al que li dol el seu dolor li doldrà sense descans, i el que tem la mort la portarà sobre la seva espatlla».
- Panorama ciego de Nueva York: es conserva un manuscrit a la Fundación García Lorca, amb el títol ratllat de Templo del cielo (Canto del espíritu interior). Expressa un cop més de forma íntima el seu dolor, que fa extensiu a tot allò que el rodeja, apareixent la figura de la Mort –«dents que callaran aïllats pel ras negre»– com a plasmació de l'esterilitat amorosa del poeta. El dolor és una plasmació física, quelcom què li colpeja sense pietat: «tots comprenen el dolor que es relaciona amb la mort, però el vertader dolor no està present a l'esperit».
- Nacimiento de Cristo: es conserva un autògraf no datat a la Fundación García Lorca. En aquest poema descriu el naixement de Jesús, però no d'una forma alegre i jubilosa, com a signe d'esperança, sinó de forma pessimista, preludiant el naixement com l'inici del camí cap a la mort, cap al martiri i el patiment que patí el Redemptor.
- La aurora: es conserva un manuscrit a la Fundación García Lorca, amb dos títols anteriors ratllats: Obrero parado i Amanecer. Evoca de nou la ciutat com a símbol de soledat, descrivint l'albada no com a senyal de benaventurança, sinó com a impossibilitat de realització de les esperances i anhels del poeta, que es troba a la fi de la nit en la més amarga desesperació –«allí no hi ha demà ni esperança possible», «no hi haurà paradís ni amors desfullats»–.[42]

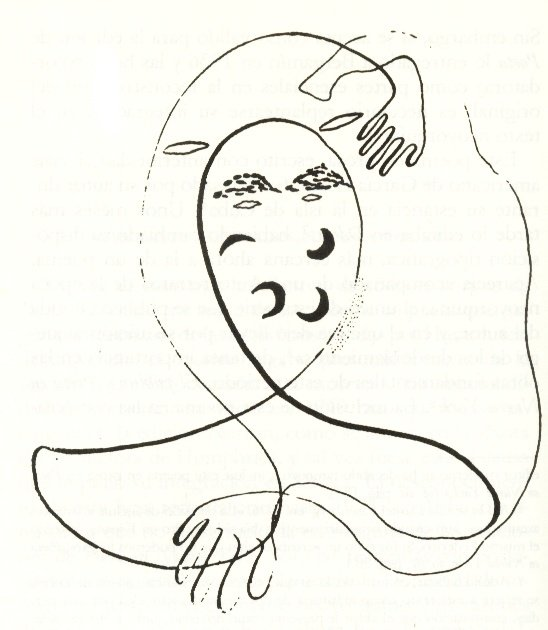
Dibuix de Federico García Lorca per a Poeta en Nueva York

Poemas del lago Eden MillsDedicat a Eduardo Ugarte. Escrits durant la seva estança a Vermont, el poeta torna al seu vessant més intimista, accentuada la seva depressió per la soledat i el temps tempestuós de la muntanya.
- Poema doble del lago Eden: inclou l'epígraf «El nostre bestiar pastura, el vent espira», de Garcilaso (vers 1146 de l’Égloga segunda). Es publicà a la revista Poesía el 1933. En aquest poema Lorca fa una comparació –d'aquí el títol de «poema doble»– entre la seva infància –la seva «veu antiga»– i la seva situació actual, descrivint de forma amarga la pèrdua de la seva innocència. Malgrat tot, surt un nou sentiment de reivindicació, de resorgir dels seus conflictes interns per a trobar la seva essència personal, reafirmar la seva estima i la seva realitat d'home conscient del seu valor com a persona. Així, troba la seva «veu meva alliberada», «per a dir la meva veritat d'home de sang», assumint de forma oberta la seva sexualitat –«vull la meva llibertat, el meu amor humà»–. Al temps, troba una nova forma d'expressió literària, basada en la poesia pura: «matant en mi la burla i la suggestió del vocable».
- Cielo vivo: es conserva un autògraf a la Fundación García Lorca, datat a la cabanya de Dew-Kum-Inn, Eden Mills, Vermont, 24 d'agost de 1929. De nou reflexiona sobre el seu amor perdut –«jo no podré queixar-me si no vaig trobar el que cercava»–, encara que no es resigna al dissort i pretén trobar la felicitat, cercant «el seu blanc d'alegria quan jo voli barrejat amb l'amor i les sorres».[43]

En la cabaña del Farmer (Campo de Newburg)Dedicat a Concha Méndez i Manuel Altolaguirre. Escrit durant la seva estança al camp l'estiu de 1929, els poemes d'aquesta secció al·ludeixen a fets i personatges que el poeta conegué durant les seves vacances, si bé amb certa deformació de la realitat: conegué una noia, la filla del granger de Catskills (Bushnellsville), si bé no morí ofegada; el noi Stanton existí, però no tenia càncer –que sí que patí el seu pare–.
- El niño Stanton: es conserven dos autògrafs a la Fundación García Lorca, el primer datat a Nova York el 5 de gener de 1930 –posteriorment doncs a la seva estança al camp–. L'al·lusió al càncer evoca la por a la mort sempre present a l'obra de Lorca, i entronca amb el dolor del poeta durant la seva estança novaiorquesa –«el meu dolor sagnava als vespres»–. Així, la figura del noi serveix per a reconfortar al poeta, al·ludint de nou a la innocència perduda.
- Vaca: publicat el 1931 a la Revista de Occidente, no es conserva el manuscrit. Malgrat la descripció de la mort de la vaca, el poema simbolitza de nou el turment intern del poeta, al·ludint al món d'ultratomba com a símbol de la desintegració interior que sent Lorca.
- Niña ahogada en el pozo (Granada y Newburg): es conserven dos autògrafs a la Fundación García Lorca, amb data del 8 de desembre de 1929, Nova York; es publicà el 1932 a Poesía española. Antología, de Gerardo Diego. Al contrari que el noi Stanton, que era una figura reconfortant, la noia ofegada personifica la frustració amorosa que sent el poeta. De nou identifica la mort amb el procés destructiu que sent al seu interior, i que s'expressa en la fórmula «aigua que no desemboca».[44]

Introducción a la muerte (Poemas de la soledad en Vermont)Dedicat a Rafael Sánchez Ventura. En aquesta secció identifica de nou mort i soledat, centrant-se en les conseqüències d'aquesta última –al contrari que a la secció Poemas de la soledad en Columbia University, on se centrava als seus orígens–.
- Muerte: dedicat a Isidoro de Blas, fou publicat el 1931 a la Revista de Occidente, no conservant-se el manuscrit. En aquest poema contraposa l'esforç de la vida amb la quietud de la mort, encadena els versos en un moviment que simbolitza la vida, en constant evolució, però que desemboca sense remei en la mort –que un cop més és sinònim de la fi de l'amor–.
- Nocturno del hueco: escrit el setembre de 1929 a les muntanyes de Catskills, fou publicat a la revista Caballo verde para la poesía que dirigia Pablo Neruda el 1935, no existint manuscrit actualment. Fa de nou referència a la nit, que aquest cop simbolitza l'interior del poeta. Es divideix en dues parts: a la primera descriu les conseqüències de la fi de l'amor, simbolitzat en un «esvoranc»; a la segona, expressa el seu buit interior, la impossibilitat del seu amor de realitzar-se: «el meu esvoranc sense tu, ciutat, sense els teus morts que mengen. Eqüestre per la meva vida definitivament ancorada».
- Paisaje con dos tumbas y un perro asirio: fou publicat a la revista 1616 el 1935, sense haver-nos arribat el manuscrit. Aquest poema enllaça amb El niño Stanton per l'al·lusió al càncer, fent referència novament a la mort. El gos és el de la granja de Catskills, un gos vell i cec que segons Ángel del Río «dormia al passadís a la porta de l'habitació de Lorca», cosa que li produïa un enorme terror.
- Ruina: dedicat a Regino Sainz de la Maza, fou publicat el 1931 a la Revista de Occidente i el 1932 a Poesía española. Antología, de Gerardo Diego, sense que hagi sobreviscut el manuscrit. El poeta fa al·lusió a la destrucció de la natura, com a presentiment de mort –representada per «les herbes»–, que de nou està identificada amb el fracàs amorós. Així, cerca escapar d'aquest destí tràgic trobant la seva pròpia identitat: «Hem de cercar de pressa, amor, de pressa, el nostre perfil sense somni».[45]
- Amantes asesinados por una perdiz: poema en prosa del qual es conserven tres versions: una publicada a la revista Verso y prosa i conservada als fitxers de Juan Guerrero Ruiz a la Universitat de Puerto Rico; altra publicada a Planas de poesía el 1950; i altra publicada a Ddooss el 1930. No aparegué en les primeres edicions de 1940. Escrit amb anterioritat al periple americà de Lorca, fou revisat per aquest durant la seva estança a Cuba, essent incorporat al corpus novaiorquès com consta a la llista donada per Lorca a Bergamín. El poeta relata una història d'amor, la de dos amants que moren per amor, perquè «els dos ho han volgut», «per això s'han mort, per això. Amb 20 rius i un sols hivern esquinçat».
- Luna y panorama de los insectos (Poema de amor): inclou l'epígraf «La lluna al mar riela, a la lona gemega el vent, i alça en tou moviment onades d'argent i blau», d'Espronceda (La canción del pirata). Es conserva un manuscrit a la Fundación García Lorca, datat a Nova York el 4 de gener de 1930. La seva temàtica està en consonància amb Amantes asesinados por una perdiz, descrivint novament una història d'amor, un amor on «són mentides les formes», però que és empaitat i destruït. En canvi, la presència del marí –d'aquí l'al·lusió a Espronceda– és sinònim de llibertat, la qual s'oposa a la mort.[46]

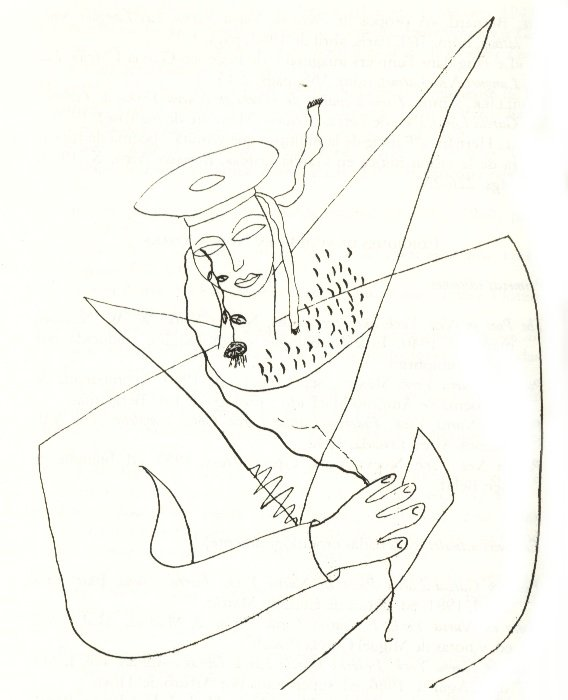
Dibuix de Federico García Lorca per a Poeta en Nueva York

Vuelta a la ciudadDedicat a Antonio Hernández Soriano. Escrit després del seu retorn a Nova York després de les vacances, de nou denuncia la insolidaritat del sistema capitalista –personificat en Wall Street–, tema que barreja com és habitual al llarg del llibre amb la presència de la mort.
- Nueva York (Oficina y denuncia): dedicat a Fernando Vela, fou publicat el 1931 a la Revista de Occidente. Encara que la còpia del manuscrit utilitzat per Vela s'ha perdut, l'original autògraf fou depositat a la Biblioteca del Congrés dels Estats Units i descrit per primer cop per Christopher Maurer el gener de 2011. Com indica el títol, el poeta denuncia la injustícia social del sistema americà, la seva deshumanització i el seu egoisme, la seva mancança d'ètica i la seva desnaturalització respecte a la vida. La seva solidaritat amb els que pateixen surt del seu propi patiment, denunciant el mal que ha viscut en carn pròpia.
- Cementerio judío: es conserva un manuscrit a la Fundación García Lorca, datat a Nova York el 18 de gener de 1930 amb el títol Sepulcro judío. Parla de la mort d'un jueu –que simbolitza el poder econòmic–, descrivint les diferents etapes del procés que porta a la mort, des de les relacionades amb la medicina, passant per la religió, fins a la vida d'ultratomba.
- Crucifixión: es conserva un manuscrit, datat a Nova York el 18 d'octubre de 1929 i que fou lliurat per Lorca a Miguel Benítez Inglott, no apareixent a les primeres edicions de 1940. De nou apareix la temàtica religiosa, establint una relació entre la mort de Crist i la seva situació amorosa –de nou la «mort per amor»–. L'al·lusió a una vaca al·ludeix igualment al símbol del sacrifici, fent un paral·lelisme entre la sang de Crist i la llet benefactora d'aquest animal. Tanmateix, oposa aquests sacrificis –el de Crist, el de la vaca i el del seu propi amor– a l'actitud dels «fariseus», denúncia que quedarà més implícita a Grito hacia Roma.[47]

Dos odasDedicat a Armando Guibert. En aquestes dues composicions el poeta al·ludeix directament al tema de l'amor, tractat a Grito hacia Roma de forma col·lectiva i a Oda a Walt Whitman de forma individual, i contraposant-lo en ambdós casos a la hipocresia dels fariseus i els guardians de la moral.
- Grito hacia Roma (Desde la torre del Chrysler Building): es conserva un autògraf a la Fundación García Lorca, anteriorment titulat Roma i Oda de la Injusticia. El poeta denuncia l'actitud hipòcrita i mesquina de l'Església catòlica –personificada en el Vaticà– a l'amor autèntic, principalment el que deriva del patiment: «sota les estàtues no hi ha amor, no hi ha amor sota els ulls de cristall definitiu. L'amor està a les carns esquinçades per la set, i a la barraca diminuta que lluita amb la inundació». Enfront a aquesta actitud contraposa el vertader missatge evangèlic, de pau i amor: «l'home vestit de blanc ignora el misteri de l'espiga, ignora el patiment de la partera, ignora que Crist pugui donar aigua encara». El poeta se suma a la gent que pateix, als pobres, els desfavorits: «perquè volem el pa nostre de cada dia».
- Oda a Walt Whitman: es conserva un manuscrit, datat el 15 de juny de 1930, pertanyent a Rafael Martínez Nadal, publicant-se el 1934 a Poesía española. Antología, de Gerardo Diego. En aquest poema simbolitza en la figura de Walt Whitman l'amor autèntic, immaculat, pur, formós, contraposat a la lletjor i horror dels «marietes», els éssers impurs, rendits a la luxúria i que no coneixen la transcendència de l'amor espiritual. Així, defensa la legitimitat de l'home per a escollir lliurement la seva tendència sexual, sense veure's discriminat ni submergit a l'inframon dels «marietes»: «perquè és just que l'home no cerqui la seva delectança a la selva de sang del matí pròxim».[48]

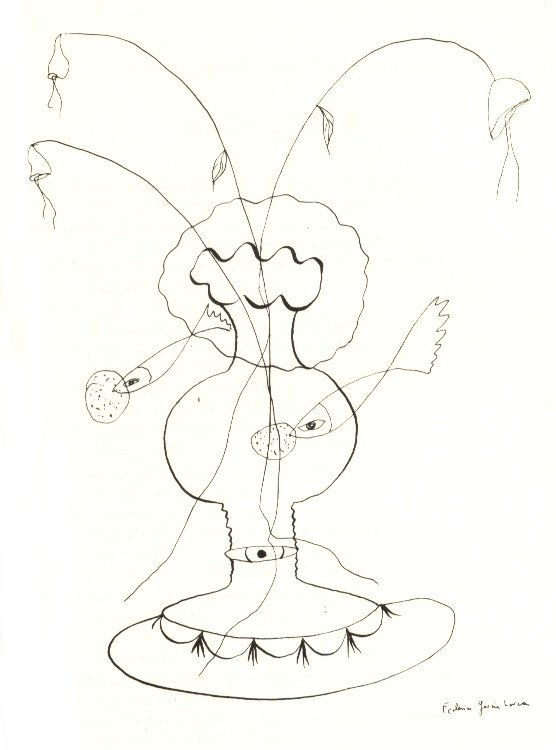
Dibuix de Federico García Lorca per a Poeta en Nueva York

Huida de Nueva York (Dos valses hacia la civilización)De nou el protagonista parla de l'amor, a través d'unes composicions inspirades en el ritme de vals, que intenta imitar a través de la utilització de tornades. El to és més alegre, potser degut a la partida del poeta de la ciutat que li proporcionà una sensació tan negativa.
- Pequeño vals vienés: datat el 13 de febrer de 1930, fou publicat a la revista 1616 el 1934, existint una còpia de Genaro Estrada que es conserva a la Fundación García Lorca. El poeta al·ludeix al seu sentiment amorós amb la fórmula de «t'estimo sempre», que relaciona amb la infància com temps de càndida innocència: «perquè t'estimo, t'estimo, amor meu, a les golfes on juguen els nens». Aquest poema fou musicalitzat per Leonard Cohen a la cançó Take this waltz, pertanyent a l'LP I'm Your Man.
- Vals en las ramas: datat a La Huerta de San Vicente el 21 d'agost de 1931, fou publicat el 1932 a la revista Héroe. Igual que l'anterior, parla d'un amor malenconiós i evocador, personificant en un rossinyol la mort per amor –com ocorre en altres obres del poeta, com El público–.[49]

El poeta llega a La HabanaDedicat a Fernando Ortiz. Aquesta secció coincideix amb l'únic poema escrit durant la seva estança a Cuba, on traslluu un major optimisme i alegria per la vida.
- Son de negros en Cuba: es conserven tres autògrafs: un datat l'abril de 1930 i publicat a Musicalia durant l'estança del poeta a Cuba; altre pertanyent a la conferència realitzada per Lorca per a Poeta en Nueva York, que es conserva a la Fundación García Lorca; i altre en un full solt que també es conserva a la Fundació. Aquest poema ho escriví a Santiago de Cuba, inspirant-se en el son, el ritme musical cubà –el que es demostra en la repetició de la tornada «aniré a Santiago»–. Està plagat de referències a gents, llocs i objectes propis de Cuba, mostrant als seus versos el seu anhel d'oblidar els patiments anteriors.[50]